# 俠盜獵車手V角色列表
这里是俠盜獵車手V的角色列表，列出了俠盜獵車手V中所有的角色。

## 主角（可玩角色）
- 起初玩家只能以富蘭克林視角可玩自由模式，直到完成任務「錯綜複雜」後，由於富蘭克林開始與麥可捲入關係，因此玩家在自由模式中可解鎖切換操控麥可。完成任務「菲利普先生」後，可在自由模式中解鎖切換崔佛。
- 直到進入「重修舊好」劇情前，崔佛在自由模式中是不能提前進入洛聖都的，否則會被警察發布四星通緝。
- 直到進入「三人成伍」劇情前，由於富蘭克林和崔佛還互相不認識，如果在自由模式中，提前見面是不會有任何對話，如果開槍攻擊對方，對方也會拿槍反擊。
- 劇情進展到「飛行事故」後，由於崔佛招惹馬丁•瑪德拉索的麻煩，因此直到觸發「以大吃小」劇情前，在自由模式中無法切換麥可和崔佛視角。
- 劇情進展到「以大吃小」到「不法勾當」期間，麥可和崔佛是不能回到洛聖都的，否則無限遭到馬丁的手下追殺。
- 劇情進展到「真相大白」後，由於麥可在北揚克頓遭到陳偉率領的中國三合會綁架，直到完成「任人割宰」任務前，在自由模式中無法切換麥可視角。
- 完成「任人割宰」任務後，由於麥可和崔佛關係劣化，直到進入結局前，如果在自由模式中，強行過度接觸，對方會進入動畫把你打進醫院。
- 當富蘭克林選擇結局A「明智之舉」後，由於殺死崔佛，因此玩家永遠不能在自由模式中切換崔佛視角。搶劫聯合儲蓄後，麥可和富蘭克林可平分崔佛一半的分紅。麥可因為後悔殺崔佛，因此與富蘭克林關係分離，如果在自由模式中，強行過度接觸，對方會進入動畫把你打進醫院。麥可也會將富蘭克林電話好友刪除，富蘭克林打電話給麥可時會拒接。對玩家來說這是最慘況的結局。
- 當富蘭克林選擇結局B「因果循環」後，由於殺死麥可，因此玩家永遠不能在自由模式中切換麥可視角。搶劫聯合儲蓄後，麥可的分紅會被轉到家人，因此玩家無法額外獲得。 崔佛也會因為富蘭克林背叛麥可的行為，與富蘭克林關係決裂。如果在自由模式中，強行過度接觸，對方會進入動畫把你打進醫院。崔佛也會將富蘭克林電話好友刪除，富蘭克林打電話給崔佛時會拒接。對玩家來說這是最悲傷的結局。
- 當富蘭克林選擇結局C「第三條路」後，由於三主角聯合將威脅的全反派全數消滅，例如：幕後使者的德凡、FIB的史提夫、陳偉的三合會、陷害富蘭克林兄弟幫派的史崔奇。因此玩家三人的關係彼此良好，搶劫聯合儲蓄後，三人各自分到該有的分紅。對玩家來說這是最好又理想的結局。

### 主角介紹

#### 麥可·迪聖塔（Michael De Santa）
麥可·迪聖塔（內德·盧克配音），俠盜獵車手V三個可玩角色之一，麥可原名為麥可·湯利（Michael Townley），暱稱老麥（Mike），48歲，是一名退休銀行搶匪，與崔佛是老朋友。於1988年在卡瑟市郊第一次搶銀行，搶走一萬美元。在魯登朵夫銀行搶案中，崔佛以為麥可死了，但事實上他以詐死擺脫罪名，並改名為麥可·迪聖塔。於羅克福德山（比佛利山的改編）買了棟豪宅，並加入非正式的證人保護項目（根據萊斯特、戴夫、麥可的話中，麥可根本沒有加入正式的證人保護項目）。他有一個老婆叫亞曼達，兩人育有一子一女：吉米和崔西，麥可和老婆與孩子關係惡劣，由於麥可錯誤地拆了毒蟲馬丁的山坡別墅，使他不得不重操舊業還這筆拆屋債，自此重新踏入偏門。
平時喜歡看電影，尤其是那種三零至六零年代的老電影，也是導演所羅門·李察的大粉絲。
由於以前是鼎鼎大名的銀行大盜，麥可起始射擊、潛行能力最強、駕駛車輛能力僅小輸富蘭克林，但由於中年發福且無運動習慣，故力量最弱、體力只比長期嗑藥的崔佛高一些。但與富蘭克林一樣缺乏操控飛機經驗，所以飛行能力只強富蘭克林一些，但依然與崔佛差距很大。
麥可個性較現實，遇到利益衝突或重大危險時只想到他自己與家人，甚少為同行夥伴設想，麥可也承認自己是不太講義氣的人渣與混蛋，但若沒什麼利益衝突麥可是個還算不錯的朋友。
在結局A中，富蘭克林聯絡麥可說要殺崔佛時，麥可會毫不猶豫得立刻答應，在最後崔佛倒臥在汽油時，若玩家操控的富蘭克林沒有開槍射殺崔佛，麥可也會開槍。在主線末期，德凡·維斯頓要求富蘭克林殺死麥可。在结局B中，富蘭克林聯絡崔佛要殺麥可時崔佛會痛罵富蘭克林一頓，而後富蘭克林仍會將麥可約出來並殺死。麦可最终會在發電廠和富蘭克林肉搏一番后跌落護欄摔死。
麥可的特殊能力是令時間放慢，若手中持有槍械時會自動舉槍瞄準，這段時間能讓玩家更輕鬆且精準的瞄準敵人的弱點並作出相應的反應和更容易在短時間爆頭（此技能出自麥可的嗜好與其出色的槍法，類似電影特效：子彈時間）。
在故事模式的所作所為於GTA Online 《合約專家DLC》多次被富蘭克林提及並調侃，在故事模式劇情之後和GTA Online 《合約專家DLC》中，富兰克林会提到他认识电影制片厂的一个製片人，这说明麦可还活着。

#### 富蘭克林·克林頓（Franklin Clinton）
富蘭克林·克林頓（孝恩·方蒂諾配音），俠盜獵車手V三個可玩角色之一，暱稱小富（Frank），25歲，是一個張伯倫幫的幫派份子，街区當地盡是毒品、槍枝與幫派。初期富蘭克林與其好友拉瑪為一個叫西門的亚美尼亚人做偷車的工作，受西門指示偷吉米剛買的車時意外認識麥可，富蘭克林在與麥可交往的過程中察覺麥可有不尋常的過去，外加一心想賺大錢所以自願跟著麥可混，成為他的夥伴兼徒弟，并吸取麥可的抢盗經驗成長。養了一隻名叫小查（Chop）的羅威那。
由於富蘭克林年輕力壯，故事開始時從事違法偷車的工作，所以起始駕車能力及體力最強，且三主角中只有富兰克林偷車時會撬車門鎖（其他兩位都必须打破車窗），力量也只輸崔佛一些，但因為缺乏戰鬥經驗和操作飛機經驗，所以射擊、潛行和飛行能力最弱。
富蘭克林智勇兼備，能力與腦袋都不錯，辦事方面很受麥可與崔佛信賴，因此不會發生任何好友事件，並是大多數人喜歡的主角。
特殊能力：駕駛陸上載具（汽車、摩托車等）時讓時間變慢，這段時間可讓玩家更輕鬆的應對高速移動時的障礙物閃躲與對當下路況做出適當的反應，用於駕車射擊的時候就與麥可的特殊能力大同小異（此能力取自富蘭克林的專長）。
在和GTA Online 《合約專家DLC》中登場，玩家在購買事務所之後與玩家聯絡（擔任洛聖都名人的收尾人），劇情中顯示他已經有家室（從劇情中已經知道他與塔妮莎複合並結婚，並有了小孩），他也是聯繫人差事發起人之一，後續任務中玩家會因為吸入過量大麻而附身在富蘭克林和拉瑪來執行任務。
由于此前富兰克林和玩家从未合作过，在他们合作期间莱斯特还偷偷打电话给富兰克林背书，表示他曾和玩家合作洗劫了名钻假日赌场。然后，富兰克林会向玩家提起这件事，并表示玩家厉害极了。同时，如果玩家的名下有一套游艇和空中别墅，那么在游艇调查数据泄密线索时富兰克林也会很吃惊，因为他本来并不对拉玛推荐的货色有过高期望。

#### 崔佛·菲利普（Trevor Philips）
崔佛·菲利普（史蒂芬·奧格配音），俠盜獵車手V三個可玩角色之一。暱稱老崔（T），43歲，加拿大人，生于美加边境。曾是加拿大皇家空軍飛行員，卻因在某一次出勤前未能通過心智評估而被停飛和勒令退役。崔佛第一次搶劫銀行搶走了8千美元，但他搶劫的是自己認識的人，因此最終被指證被判有期徒刑6個月，但在獄中表現良好4個月後就出獄了。他曾與麥可合作搶劫銀行，喜歡穿白色T恤，脖子上有寫著「砍这裏」（Cut Here）的刺青。 他以為麥可死後，也在左臂上紋了“安息吧麥可”的刺青。后在其中一個任務情節中殺死俠盜獵車手IV：失落與詛咒的主角強尼·克雷比茲，並與失落摩托車開戰。
他由於曾是訓練有素的飛行員，所以起始飛行能力在主角中居冠，同時因為情緒不穩定、常常和他人衝突甚至是流氓幫派開戰。他的力量是三主角第一，因戰鬥經驗低於麥可，射擊能力和潛行能力僅次於麥可，但駕駛車輛最差。此外，崔佛因長期酗酒、嗑藥，起始體力值在三名主角中位居末位。
崔佛是個無法用常理判斷、喜怒無常的瘋子，在絕大多數人眼中都是欲敬而遠之的危險人物，但另一方面他單純直率無心機，對他看得起的朋友非常有義氣、絕不背叛。
在主線末期，FIB官員戴夫·諾頓和史提夫·海因斯要求富蘭克林殺死崔佛，在結局A中，富蘭克林和麥可聯手將崔佛約出來，得知真相的崔佛一路駕車逃到油田，最終死在油罐車爆炸後的熊熊烈焰中。
特殊能力：這段時間會讓時間流動稍微放慢（但是麥可的比較慢）並讓攻擊力大幅提升，子彈的射速感覺比較快了，不論子彈打中身體任何部位哪都能直接擊殺敵人（子彈命中時的血液濺射量也一樣大幅提升），而且受到的傷害也會大幅減少，如果再搭配上防彈背心，這段時間崔佛可說是刀槍不入（此能力取自崔佛陰晴不定的暴躁性格）。
在GTA Online中，他作為故事模式的前傳為提拱差事和重要搶劫任務「首輪募資」募集人，首輪募資的難度不高，但與收入不成正比，所以打的大部分人都只是為了開「太平洋標準搶劫」。
在故事模式結束和GTA Online《走私大爆走DLC》中根據他的好友小羅的說法，崔佛在2017年「搬到」好麥塢之後就越來越少陪他了，並成為健身大師和生活風格的教練。2022年，《洛聖都毒品大戰DLC》中的第一劑差事，“隱家軍”霸佔了崔佛的製毒廠。由於他不再積極管理麾下事業，以致被其他勢力接管，他的昔日手下小羅和大廚等人亦間接證實「崔佛·菲利普企業」已經實質解散了。

#### 线上模式玩家
就是GTAOnline世界里的“你”。“你”在LiveInvader上认识了拉玛·戴维斯，于是只身一人来到洛圣都，起初为马丁·马德拉索、西門、杰拉德、莱斯特等人工作，就此积攒自己的家底，通过不断的奋斗与打拼，最终成为人生赢家。

## 主要人物

### 萊斯特·克瑞斯特 (Lester Crest)
萊斯特（原型和配音：Jay Klaitz）是以前麥可、崔佛、布萊德的強盜夥伴，外型是一個典型的胖子，在團隊中負責策劃行動，是團隊大腦。9年前北揚克頓銀行搶案出了差錯，後來三人彼此都沒連絡。萊斯特患有小兒麻痹症，因此變成了走路一跛一跛需要拐杖輔助的小瘸子。直到麥可需要錢才又找上他，主線劇情中的所有大型搶案都是萊斯特策劃的。莱斯特非常擅長電腦網路，是一名厲害的駭客，可以透過他的能力幫助成員們取得各項行動資訊，以及可以在搶劫任務完成後所得的贓物無痕地賣出和將搶劫後的分紅分給成員們。在結局C中，富蘭克林會先去找萊斯特商量怎麼處理，萊斯特會放出消息引誘FIB、梅莉威瑟到鑄造場，在玩家殲滅他們之後，富蘭克林會再次聯絡萊斯特，詢問陳偉、史提夫和史崔奇的位置，而萊斯特立刻就查出史蒂夫在佩羅海灘拍攝節目，史崔奇在BJ史密斯娛樂中心的手機訊號，以及陳陶在太平崖的海灘俱樂部信用卡消費紀錄。
在GTA Online裡，玩家們可以打電話給他快速消除通緝等級、對其他玩家設下懸賞、雷達匿蹤（ 讓象徵玩家的自己的白色光點在地圖上消失一分鐘）、定位指定類型載具的位置等，搶劫任務中也是由他擔任行動策劃與保全程式的破解。

### 拉瑪·戴維斯 (Lamar Davis/LD)
個性勇猛無所畏懼，但是個標準的四肢發達頭腦簡單的猴子，某方面來說跟崔佛很像。拉瑪是富蘭克林的好友，與富蘭克林同是张伯伦帮的幫派猴子，他們曾一起做車輛回收的工作，然而拉瑪與富蘭克林經常意見不合，拉瑪總是提出許多小腦萎縮又缺乏計畫的賺錢方法，結果卻是一步步走入敵人設下的陷阱，總是靠著富蘭克林（甚至麥可、崔佛）擦屁股才得救，不過很講義氣，總在小富需要幫助的時候出手相幫。
在結局A-明智之舉和B-因果循環，因被史崔奇陷害，拉瑪在白天出没容易遭到史崔奇的暗殺，所以在白天的時候拒絕約會(但如果夜间約會持续到早上的話依然不會結束)；在結局C-第三條路，願意幫助富蘭克林化解麥可和崔佛之間的矛盾，並協助他們對付FIB與梅利威瑟的傭兵。
在GTA Online中，他是開場的角色，也是帶領玩家前期任務的角色（因為玩家的角色與拉瑪在網路交友認識的），一開始就會收到他送給玩家的手槍（一開始的劇情會因玩家選擇性別而不同，使用男性角色會被拉瑪握手，女性角色則是拉瑪會送給玩家玫瑰花，但玩家不賞臉而丟到一邊），也可以付錢請搶匪來搶其他玩家的錢和指派任務（大部分工作為搗亂巴勒幫和偷毒品的任務）。他的任务性价比太低，导致没有多少玩家愿意做。2021年12月，他为玩家和富兰克林牵线搭桥，开启了事务所业务。
拉瑪由傑拉德·約翰遜配音。

### 戴夫·諾頓 (Dave Norton)
FIB調查局探員，全名是大衛·諾頓 (David Norton)，史帝夫·海因斯的下屬，资历老但沒什麼抱负，年紀比史提夫大但卻是他的下屬。與史提夫一樣是個貪官但個性內斂講原则，視麥可為朋友。2004年他與麥可合作，在北揚克頓銀行搶案中，麥可以詐死擺脫罪名，而戴夫將取得殺死麥可的功績。雖然不爽史提夫，但史提夫常憑官階壓力令其叫麥可做事，但某些事情層面依然會幫助麥可（例如史提夫在天文館背叛麥可时选择站在麥可一边）。在前两个结局中，被史蒂夫打压，直到退休为止都只能帮他做一些文书工作，退休金亦被克扣。在結局C中，當崔佛提議要殺死他時，麥可會以「要留他活口，這樣以後才不會有人搞我們。」為由說服崔佛。之後会发邮件祝贺麥可，并提到自己接替了史提夫的電視節目原主持人的工作，麥可则回复祝他好运。
戴夫由朱利安·甘布爾（Julian Gamble）配音。

### 羅納多·雅考斯基（小羅）(Ronald Jakowski)
羅納多（小羅）是崔佛的朋友，阴谋论者，和崔佛一樣擁有不錯的飛行技術。他住在崔佛鄰近的拖車，幫助崔佛管理事業（崔佛·菲利普企業的執行長），在廣播電台裡他表示他曾經結婚並過正常人的生活，但有一天他遇到了崔佛，他的無政府主義的世界觀改變了小羅。他離開了他的妻子後，欠下了不少的贍養費。
在GTA Online的搶劫任務「首輪募資」裡也有出現，幫崔佛策劃玩家們的毒品搶劫行動，同時也協助玩家進行空運走私的貨物竊取任務。
小羅由David Mogentale配音。

### 偉德·賀伯特 (Wade Herbert)
偉德是崔佛的朋友，有智力缺陷，對崔佛相當忠誠，偉德與崔佛初次見面時，崔佛告訴偉德他的「朋友」拋棄他了（在到洛聖都的路途中崔佛暗示他在採石場殺了長期霸凌、剝削偉德的2名流氓），之後偉德就當了崔佛的小弟。在崔佛和強尼·克雷比茲的口角中曾試圖阻止強尼挑釁崔佛，但後來終究失敗。而後他為崔佛找到了麥可‧湯利的真身——麥可‧迪聖塔，為一名開啟GTA5故事的關鍵角色。之後崔佛為了不讓其得知弗洛伊德的死訊，便霸佔了脫衣舞俱樂部，令偉德整天被脫衣舞孃迷惑。
在GTA Online中，偉德也脫離了舞孃離開俱樂部。之後也幫他的表兄弟達克斯（《洛聖都毒品大戰》中隱家軍領導人）找到了崔佛的製冰廠和洛聖都的一間倉庫（現為怪咖工坊）並被他們霸佔，所以他經常會被隱家軍的人提起。而現在的下落也許是跟了崔佛或隱家軍。
偉德由馬修·馬希爾配音。

### 所羅門·李察 (Solomon Richards)
所羅門·李察是一個富有名氣的電影製作人，麥可是他忠實的的粉絲，兩人經由德凡·維斯頓介紹而認識。他對德凡也頗有微詞，後來麦可来找所罗门，正见其被洛科一行人毆打。乘上片场门口的车一路追赶洛科，之后麦可打电话与所罗门联系，所罗门得知消息之后很开心便邀请麦可来家里看看。拉攏麥可與他一起拍攝新電影，並邀請他擔任製片。
所羅門由Joel Rooks配音。

## 反派

### 德凡·維斯頓 (Devin Weston)
本作主要反派。洛聖都的一名億萬富翁，與史提夫·海因斯是有金錢往來的利益夥伴，他是一位投機者、黑心企業執行長及互助會主席等。德凡握有相當多的金錢與權力，正因為如此他認為做任何事情都不必承擔後果，態度傲慢且缺乏同理心同時也非常吝嗇小氣，常叫三位主角替他辦事卻耍賴不給應得的報酬。
在結局B-因果循環，德凡因為富蘭克林殺死麥可沒有殺死崔佛，而與海因斯的上司警告其不要再打擾富蘭克林，但偷了五輛車的報酬依舊沒有給富蘭克林。在結局C-第三條路，他先被崔佛綁進自己車子的後車廂，後來被三位主角嘲諷一番後被連人帶車推下海，車子爆炸死亡。
德凡由強納森·洛伊·沃克配音。

### 史提夫·海因斯 (Steve Haines)
本作的第二反派。FIB調查局高級幹部，是戴夫·諾頓的上級，他同時也主持一個講述洛聖都的黑暗面的叫做「幾歪天堂」的電視節目（在GTA Online的電視節目中有機會看到）。他年紀輕輕便當上高官且擁有高知名度，頗有少年得志的意味，所以姿態極高又傲慢，令崔佛非常討厭他。他看不起罪犯出身的麥可等人，也與下屬戴夫不合。他想盡辦法與FIB的對手IAA對抗以爭取更多的政府資金預算，總是利用與脅迫主角們解決各種問題。在任務十面埋伏中，因為被梅利威瑟查出是突襲FIB的背後主謀後，在柯茲中心出賣並拘捕麥可，最終引發了FIB、IAA和梅利威瑟的三方戰鬥。還為了不要再有麻煩出現還想殺死曾經協助他和戴夫逃出柯茲中心的崔佛。
在結局A-明智之舉，因為富蘭克林殺死了崔佛而協助他解決德凡不要再叫他殺死麥可。在結局C-第三條路，因為保着大家的性命及防止柯茲中心槍擊案再次麻煩到麥可和崔佛，而在拍攝「幾歪天堂」時被崔佛暗殺。
海因斯跟《俠盜獵車手：聖安地列斯》的主要反派法蘭克·湯潘尼的性格一樣，都是用職位威脅主角為他們辦事，到最後沒有用處、擔心惹麻煩的時候就想殺死主角。
史提夫由羅伯特·博格配音。

### 凱倫·丹尼爾斯 (Karen Daniels)
本作的反派。由自由城調職至洛圣都的IAA調查人員。她在俠盜獵車手IV首度出場。在俠盜獵車手IV以米歇爾（Michelle）之名及女友身份臥底在尼克身邊。在俠盜獵車手Online亦有出場。
凱倫由蕾貝卡·韓德森配音。

### 陳偉和陳陶父子 (Wei Cheng, Tao Cheng)
发源于中國的华人犯罪組織「三合會」的成員，都出身香港。父親陳偉是組織中的老大，兒子陳陶前往布雷恩郡與當地生產毒品的組織交涉，要擴展他們的業務，其中也包含崔佛的公司（崔佛‧菲利普企業）。但最後選擇和歐尼爾兄弟的製毒企業結盟，引發崔佛和歐尼爾兄弟間的衝突。而後三合會因無法得到歐尼爾兄弟的貨物，就開始大力威脅崔佛·菲利普企業，迫使崔佛決定暫時停止製毒。在結局三陈偉被富蘭克林殺死，虽然游戏过程中可以杀死陈陶（陈偉也会对此作出反应），但官方设定是陈陶逃过一劫。在俠盜獵車手線上模式中，陳陶成為了鑽石賭場水療渡假村的老闆，並由貝克女士代理經營，但後續因與杜根信託談妥條件與價格後，將賭場轉賣給杜根信託。
陳痿由喬治·張配音，陳萄由理查德·許配音。

### 哈羅德 "史崔奇" 約瑟夫 (Harold "Stretch" Joseph)
史崔奇是張伯倫幫派的人，因為被捕入獄關了一陣子，出獄後再度找上了拉瑪與富蘭克林，但他發現他已經失去了原有的尊重，並聯合巴勒幫去消滅富堂幫。他要求拉瑪與富蘭克林進行毒品交易，但其販賣的劣等貨被身為老毒梟的崔佛識破，還因而爆發槍戰。在任務兄弟有難中，出賣了拉瑪並令其被巴勒幫帶到佩立托灣的鋸木廠，最後被三位主角救出。
在結局A-明智之舉和結局B-因果循環，在早上會追殺拉瑪，導致他不能和富蘭克林在早上約會。在結局C-第三條路，在巴勒幫地盤中和巴勒幫成員數落拉瑪和富兰克林时被麥可殺死。
史崔奇由哈桑·約翰遜配音。

### 歐鐵伽 (Ortega)
領導自己的幫派，是崔佛的前生意合作朋友，但因為他和失落摩托車俱樂部有事情，引致和崔佛·菲利普企業反目，在崔佛殺了很多飛車族後，這就要算清楚這盤錯誤而要去他的拖車，並將它的拖車推去河裏，歐鐵伽舉手投降，如果崔佛沒有在菲利普先生任務中殺掉他的話，歐鐵伽會在崔佛·菲利普企業任務最後一架車輛駕駛來攻擊的車輛下車，並攻擊崔佛。
因此這樣，歐鐵伽的團隊和崔佛·菲利普企業反目，又因為歐鐵伽的死而去攻擊崔佛的製毒廠，成功保護後，就再也沒有針對崔佛菲利普企業的敵人出現攻擊崔佛。
歐鐵伽由埃克托·拉莫斯配音。

### 艾伍德·歐尼爾 (Elwood O'neil)
「歐尼爾兄弟製毒企業」總裁，在崔佛和歐鐵加企業的衝突之際漁翁得利搶走崔佛·菲利普企業和三合會的契約。此舉令暴怒的崔佛一個人殺進其製毒工廠，殺死他大部分的成員並炸了其作為製毒廠的農舍。最後其和剩餘的成員進入洛聖都找崔佛尋仇，在弱肉強食任務中被富蘭克林找到而後被在空中的崔佛、麥可聯手殺死（或者在任务时切换富兰克林可以用狙击枪殺死艾伍德）。
艾伍德由馬特·卡爾森配音。

## 次要角色

### 亞曼達·迪聖塔 (Amanda De Santa)
麥可的妻子，43歲，與麥可育有兩位子女：崔西和吉米（吉佐）。以前是位脫衣舞孃，在跟麥可結婚後仍然三天兩頭出轨。因麥可以前的職業而感到不安，要求麥可收手，因而令麥可和FIB合作，在9年前北揚克頓銀行搶案中擺脫罪名。然而其和麥可夫妻關係不佳，常和麥可爭吵（因為麥可以前常嫖妓），因此和其網球教練有一腿，甚至搬出麥可家和其瑜珈教練法比恩同居。而後總是被法比恩虐待，也發現麥可依然是其依靠，而後法比恩被麥可修理得頭破血流。一家人共同参加心理治療大吵一架後，亞曼達和其兩名子女即搬回麥可家。在故事後期與麥可的感情明顯好了許多。亞曼達由Vicki Van Tassel配音。

### 吉米·迪聖塔 (Jimmy De Santa)
麥可與亞曼達的兒子，20歲，成天遊手好閒沉迷線上遊戲，與姐姐崔西極度不和。在「平安喜樂」中，吉米下藥迷昏了麥可並搶走他的車，並從麥可的銀行戶頭領走部分金錢，從此與麥可分開居住，「一家團聚」任務中，在費藍德醫生的調解下，與亞曼達及崔西搬回麥可家，並開始運動及找工作。
在結局A-明智之舉，吉米因麥可透露自己與崔佛的死而不會再和麥可約會，但富蘭克林依舊可以和吉米約會。在結局B-因果循環，吉米認為麥可的死與富蘭克林和崔佛有關，所以不會再和他們兩位約會。同時也因為麥可的豪宅被賣出，即使潛入了麥可的豪宅和外面都不會見到吉米。
目前的工作是在GTA Online中在玩家購置的遊戲廳里打雜工（固定穿著連帽外套）。
吉米由丹尼·塔貝瑞利配音。

### 崔西·迪聖塔 (Tracey De Santa)
麥可、亞曼達的長女，21歲，經常夢想在未來當個名人，因此參加了《出名與出醜》選秀節目，後來在攝影棚裡主持人雷茲羅與崔西的不雅舉動被一旁的麥可與崔佛目睹，麥可在盛怒之下痛打了雷茲羅一頓，也讓崔西的處女秀給搞砸了。後來因為受不了父親的脫序行為，崔西離開了家，但與麥可還仍保持聯繫，在「一家團聚」中，與吉米及亞曼達搬回了麥可家。
起初私生活非常混亂，有時操控麥可還能撞見她帶不同男性回來家中過夜（操控麥可時瀏覽崔西的Lifeinvader社群網站經常看見她在網路上大談與不同男性的性生活）。但後來成功出名後也同時開始準備參加大學入學考試，但因受不了有跟蹤狂跟蹤決定去上大學，並撤掉自己所有的在全都露社群網上的大尺度照片。
崔西由Michal Sinnott配音。

### 弗洛伊德·賀伯特 (Floyd Hebert)
偉德·賀伯特的表哥，一名胆小懦弱的碼頭工人。居住在威斯普奇海灘附近的公寓，崔佛剛到洛聖都時提供其女友公寓給崔佛落腳。弗洛伊德有一名女友黛博拉，在「十全十美」中激怒了崔佛，同時黛博拉與另一名男子包柏的暗中关系也被弗洛伊德發現，在过场结束后可能被崔佛或黛博拉殺害。
弗洛伊德由吉米·雷·班尼特配音。

### 黛博拉 (Debra)
弗洛伊德的未婚妻，其和其前男友包柏還在暗通款曲（崔佛由弗洛伊德的言談中得知，並叫弗洛伊德盡快遠離黛伯拉），在崔佛剛到洛聖都時剛好出國開會。回到市區時正好撞見結束流亡的崔佛，後來激怒了崔佛，疑似因此遭到崔佛殺害，官方的報導中更提到黛博拉被肢解了。
黛伯拉由Claire Byrnes配音。

## 其他角色

### 布萊德·史奈德 (Bradley "Brad" Snider)
9年前麥可、崔佛的搶劫同夥。在9年前北揚克頓銀行搶案中不小心被戴夫·諾頓射傷，後來不治身亡。原本計劃是殺死崔佛，使用他來代替麥可的死亡，而布萊德原本是跟崔佛收到布萊德電子郵件的訊息是一樣，進入監獄。得知布萊德死訊的麥可便將計就計將其埋在「麥可·湯利」的墳中，自己則化名「麥可·迪聖塔」躲入洛聖都。萊斯特·克萊斯特認為布萊德行為不檢點、品行不佳，且在結局C中，麥可和崔佛會一致同意布萊德是個「混蛋」。
布萊德由Ryan woodle配音。

### 西門·葉特理恩 (Simeon Yetarian)
亞美尼亞人，說話帶有濃烈的俄羅斯口音，是富蘭克林、拉瑪在車店工作時的老闆。和崔佛一樣因自己的出生地而自卑，在洛聖都進行不合理的汽車交易、暴力討債，而後因給吉米不合理合約而被麥可教訓一頓。
在“交換條件”任務後到搶劫珠寶店前，富蘭克林或麥可觸發一個能夠把他殺掉的隨機事件，通过进入未上锁的玻璃门和枪杀保镖。
在GTA Online中，玩家初到洛圣都以后，西门会和洛圣都改车王打好招呼，让玩家进去免费为车辆安装保险和追踪器，这辆车就成为了玩家在洛圣都拥有的第一辆车。但从此以后，玩家就欠下了西门“亿”点人情，不得不帮他回收車輛。
西門町由狄摩斯梯尼配音。

### 馬丁·瑪德拉索 (Martin Madrazo)
在洛聖都聲名狼籍的墨西哥裔黑幫老大，也是位大毒梟，已經成家卻在外面養情婦。其俄罗斯小三在好麥塢山的豪宅被麥可誤認成亞曼達的網球教練的住家，被麥可及富蘭克林摧毀。小三向馬丁告狀，馬丁因而叫麥可賠償重建費（250萬美元），令麥可不得不重操搶劫的舊業。之后一面同麥可和崔佛套近乎，一面指派他们殺死哈維爾，卻不給前去的崔佛報酬且在崔佛面前兇其妻派翠莎。此舉令崔佛暴怒，除了綁架其妻派翠莎之外，也咬斷其左耳並將其暴打一頓。之後馬丁向所有家族成員下達對麥可、崔佛的追殺令，麥可與崔佛因而逃出洛聖都而和派翠莎在崔佛居住的沙漠中避風聲（如果玩家在這段時間操控麥可或崔佛回到洛聖都或豪宅周圍，便會收到他的來電，並被他指派的人追殺或是遭受攻擊，就算死了都只會在沙漠的醫院重生）。三人和好後崔佛將派翠莎送回其住家，同時威脅馬丁如果再敢家暴派翠莎就會讓他吃不了兜著走。
在GTA Online中亦會指派玩家差事並給予報酬。
馬丁由阿爾弗雷多·烏瑞卡所配音。

### 強尼·克雷比茲 (Johnny Klebitz)
《俠盜獵車手IV：失落與詛咒》主角，在5代是「失落摩托車俱樂部」的主席。在一次和崔佛激烈的口角（因和崔佛的佔地糾紛及其女友艾希麗和崔佛有一腿）中被崔佛以酒瓶攻擊而死。其小弟泰端、克雷（亦在俠盜獵車手：失落與詛咒出現，為強尼的得力助手）後來亦被崔佛杀死。其女友艾希麗如果沒被崔佛開車撞死，在任務“天網恢恢”後互聯網新聞就會報道她会因吸毒過量而死于佩立托公寓中。

### 雷茲羅 (Lazlow Jones)
出名或出醜 (fame or shame) 的主持人，於《俠盜獵車手III》初次出現，會在電視上一直搶鏡，年齡比麥可和崔佛還老，事實是因為他在22歲（《俠盜獵車手：罪惡城市傳奇》的設定時間1984年）已經出去為電視工作，於第一次出現的任務中被破壞節目，然後被麥可和崔佛玩弄，之後在社交上說：「被兩個同性戀老爹追出片場，他們還逼我做出公開侮辱我的舉動。我爱西岸！」，之後在「一家團聚」任務中再次出現，玩家可在他眼、耳、唇上用釘槍打洞，亦可選擇在其身上或背上刺青以達成任務要求。最後出現是在「崩潰危機」的戲院紅毯上。
雷茲羅雖然是最後在俠盜獵車手V的崩潰危機中出現，但他在俠盜獵車手線上模式中也于2018年再次出現,與玩家和東尼一起經營夜總會。
雷茲羅由Lazlow Jones配音。

### 茉莉·舒茲 (Molly Schultz)
德凡的助理兼律師兼情人，性格高傲亦不講理，在「膽大妄為」任務中首次登場，多次指派富蘭克林與拉瑪回收車輛給德凡。在故事模式後期的「法律問題」中，為了躲避试图追回其拍攝的電影《崩潰危機》的麥可而惊慌地一路駕車逃亡到機場引发大骚乱，最後慘死在飛機引擎的渦輪中。因此這事件，導致德凡企圖殺害麥可（甚至請來僱傭兵向麥可的家人下手）。

### 派翠莎·瑪德拉索 (Patricia Madrazo)
馬丁的妻子，飽受馬丁家暴。因為她和崔佛一樣飽受家暴陰影，就在崔佛教訓其丈夫一頓後自願性被崔佛綁架。在麥可、崔佛避風聲其間常和崔佛談心、幫崔佛整理其凌亂骯髒的住家，備受兩人敬重，崔佛也愛上派翠莎，兩人便進行柏拉圖式的精神戀愛。而後麥可、崔佛和馬丁達成和解，派翠沙被崔佛送回馬丁家後，開始受馬丁尊重，事後也常常和崔佛通電話。在麥可、崔佛因北揚克頓事件真相爆發吵架後亦常常打電話開導崔佛。
在侠盗猎车手在线模式中几次在过场中出现，和儿子米盖尔一起过着休闲的晚年生活。玩家会从米盖尔那里接到收回对馬丁不利的档案的任务，事后发现那是派翠莎和崔佛有染的证据，米盖尔得知真相后烧毁了档案。

### 哈維爾·瑪德拉索 (Javier Madrazo)
馬丁的親戚、家族成員，因為背叛馬丁而被馬丁指派的麥可與崔佛殺死。

### 塔妮莎·克林顿 (Tanisha Clinton)
富蘭克林的女友，从小和富兰克林、拉玛一起长大。在郵件可看到她原名為塔妮莎·馬克（Tanisha Marks），是本作登場人物中少數的普通人，不認同富蘭克林偷搶拐騙的生活方式，在遊戲開始後不久后由于哥哥死于帮派活动與富蘭克林分手，對富蘭克林通過搶劫致富的手段也感到不以為然，多次劝告他找一份合法的谋生方式。富兰克林亦一直试图同她复合，但她都因为上述缘由拒绝了。在遊戲後期「兄弟有難」任務中告诉富蘭克林拉瑪誤入陷阱并央求他拯救拉玛，在結局後致電富蘭克林称其即將嫁给一名医生，并再次表达希望富蘭克林收手別再做犯罪事業，就此更名塔妮莎·杰克逊（Tanisha Jackson）。
2021年，她和富兰克林重新牵手组建家庭。
在GTA Online 《合約專家DLC》中有被拉瑪提及，與富蘭克林有了孩子，被拉瑪形容她是跟警察差不多的人。

### 厄休拉 (Ursula)
可以成為崔佛或富蘭克林女友的角色，有點神經質。在奇力耶德山的“搭便車”隨機任務中出現，家在戈多山鯰魚台燈塔附近的農莊。將她送回家即可和她約會。
雖然厄休拉可以成為崔佛或富蘭克林的女友，但如果你殺了她、当你打電話給她約會，她會拒絕，而且是最後一次通訊。之後她在遊戲狀態中會設為死亡。

### 莉茲 (liz)
全名艾莉莎。可以成為富蘭克林女友的角色。在富蘭克林買下計程車行，計程車行的資產任務中出現。她是一名大學生，有一位控制欲很強的男友。開車送男友找到她後，男友會來挑釁富蘭克林，將她的男友毆打一頓後（若拿出任何的武器，莉茲會直接逃走），將莉茲送回家，莉茲會將手機號給富蘭克林，從此成為富蘭克林的新女友。

### 唐·珀西瓦爾 (Don Percival)
私人軍事服務公司梅利威瑟的总裁，全名为唐納多·珀西瓦爾（英語：Donald Percival），前美国海豹突击队中将。于游戏时间2003年利用西非服役时谋取的钱财创立梅利威瑟。在游戏中积极游说美國政府在中東，亞洲，非洲或法国开战以谋利。於结局第三條路殺死德凡後，傳送了電郵與崔佛和麥可講和：
我的朋友們，雖然我們還沒有見面，但你和你的兩個兄弟已經對我造成不少打擾，希望你不要和大家一起見面，我只能從可憐的老德凡買回他的股份。
多謝你們幫我省了一大批錢，多謝你幫我幹掉了德凡，但不要再過來搞我了，你已經對我造成很大的困擾，不用回信了，唐·珀西瓦爾。
-唐·珀西瓦爾

### 奧斯卡·古茲曼 (Oscar Guzman)
崔佛的生意合作朋友，有一個很小的機場，被崔佛買下後，可以做地面走私和空中走私和任務，也是非法的行為，但不能用他的機庫去存放飛機。
奧斯卡也是個墨西哥國籍的人，也有跟有黑幫老大，大毒梟和洛聖都聲名狼籍之稱的馬丁·瑪德拉索有交易。
奧斯卡由蓋布爾·斯洛耶所配音。

## 搶劫隊員

### 諾門·李察 (Norm Richards)
槍手，分紅7%，在主線任務“珠光寶氣”中初登場，非常崇拜麥可。數年前看到麥可·湯利被擊斃的新聞後，不相信這個消息，拋棄妻子和三個孩子離家出走，在自己熟悉的倉庫搶劫了一萬元，走上犯罪的道路。在主線任務“珠光寶氣”中，如果在A計劃中選擇他，他完全無法控制局勢，需要麥可控制保安和经理，如果在B計劃中選擇他，搶劫到的珠寶價值會少40萬。在之后的追逐中，他會在隧道口撞車死亡，如果不及時拾回他掉落的錢袋，會損失約150萬美元，因此他的能力不会因参与此次搶劫而增長（后同），玩家需要支付他的報酬和一半報酬(搶劫收入的10.5%)當作他的喪葬費。在主線任務“搶劫佩立托”中會被警車撞死，如果沒有及時拾回他掉落的錢袋會損失300萬美元。玩家需要支付他的報酬和一半報酬(搶劫收入的10.5%)當作他的喪葬費。在主線任務“突襲FIB”A計劃中，如果選擇他和一名高水平枪手，或两名低水平枪手而他是第二槍手，他會在火場中被炸死。玩家需要支付他的報酬和一半報酬(搶劫收入的10.5%)當作他的喪葬費。在主線任務“大干一票”A計劃中，如果選擇他做第一槍手而他没有参加过“突襲FIB”，會損失價值約1800萬美元的黃金。
諾門由埃文·諾伊曼配音。

### 蓋茲塔沃·摩特 (Gustavo Mota/Gus Mota)
槍手，分紅14%，作為槍手實力最強者。以前是維戈斯幫的成員。第一次搶劫時打劫了一輛拋錨在東洛聖都的銀行運鈔車，到手共計20萬美元，然而大部分都被分給了幫派裡的人，他因此決定離開幫派單幹。在任務中不會出現意外。他也是线上名钻赌场豪劫可选枪手，分紅9%，因分成太高不受玩家欢迎。
蓋茲塔沃由瑞薩·薩拉查配音。

### 派屈克 "派奇" 麥克瑞利 (Patrick McReary/Patrick 'Packie' McCreary)
槍手，分紅12%。在隨機任務“亡命車手”中初次登場，玩家協助他逃離警方追捕就可使他加入搶劫團隊。在前代作品俠盜獵車手IV中亦有登場，為自由城警局副局長弗朗西斯的弟弟。在任務中不會出現意外。他也是线上名钻赌场豪劫可选枪手，分紅7%。
派屈克由萊恩·約翰斯頓配音。

### 大廚 (Chef)
槍手，分紅12%，實力僅次於蓋茲塔沃。會製造冰毒。在主線任務“菲利普企業”中初次登場。崔佛在僱傭制毒夥伴時，為了考驗大廚，命令他去打劫一位有錢人。大廚把有錢人和保鏢殺死，埋葬在垃圾場，第一次出手就搶劫了5萬美元。僅在崔佛有參與的搶劫任務可選，在任務中不會出現意外。
大廚由安東尼‧庫米亞配音。

### 達瑞爾·強森 (Daryl Johns)
槍手，分紅6%。在主線任務“搶劫佩立托”中初次登場。他過去曾經採用在銀行遞紙條的方式搶劫數千美元，在第五次進行這一行動時被捕入獄十年。自認為頭腦聰明。在主線任務“搶劫佩立托”中會被警車撞死，玩家需要支付他的報酬和一半報酬(搶劫收入的9%)當作他的喪葬費。如果沒有及時拾回他掉落的錢袋會損失300萬美元。在主線任務“突襲FIB”A計劃中，如果選擇他和一名高水平枪手，或两名低水平枪手而他是第二槍手，他会在火场中死于爆炸，玩家需要支付他的報酬和一半報酬(搶劫收入的9%)當作他的喪葬費。在主線任務“大干一票”A計劃中，如果選擇他做第一槍手而他没有参加过“突襲FIB”，會損失價值約1800萬美元的黃金。
達瑞爾由本頓·格林配音。

### 休·威爾斯 (Hugh Welsh)
槍手，分紅7%，在主線任務“突襲FIB”中初次登場。在主線任務“突襲FIB”A計劃中，如果选择他和一名高水平枪手，或两名低水平枪手而他是第二枪手，他會在火場中被炸死。玩家需要支付他的報酬和一半報酬(搶劫收入的10.5%)當作他的喪葬費。在主線任務“大干一票”A計劃中，如果選擇他做第一槍手而他没有参加过“突襲FIB”，會損失價值約1800萬美元的黃金。其他情況不會出現意外。
休由安德魯·托托洛斯配音。

### 卡爾·阿波拉季 (Karl Abolaji)
槍手，分紅8%，在主線任務“大干一票”中初次登場。在主線任務“大干一票”A計劃中，如果選擇他做第一槍手，會損失價值約1800萬美元的黃金。他是邪教厄普西隆教的教徒。在线上模式名钻赌场豪劫任务中，他是要价最低的枪手，会收取5%的分红。
卡爾由海梅·林肯·史密斯配音。

### 陶艾迪 (Eddie Toh)
車手，分紅14%，作為車手實力最強者。在主線任務“珠光寶氣”中初次登場。参加抢劫是为了替小孩储备大学入学基金，在任務中不會出現意外。
在GTA Online模式中的“全福银行差事”他在最终阶段会担任飞行员驾驶运兵直升机通过電磁起重機吊起玩家乘坐的卡林-骷髅马（附装甲） 跑车来救出抢劫队伍。在后续的名钻赌场豪劫中，他再次出场为玩家担任车手，他会收取9%的分红。也正因为他要价太高导致没有多少玩家会选他当车手。
陶艾迪由大衛·希赫配音。

### 卡里姆·丹斯 (Karim Denz)
車手，分紅8%。在主線任務“珠光寶氣”中初次登場，他會選擇不適合泥地使用的重型機車，並且在隧道逃亡時不能清楚地指路，使得逃跑難度增加，但如果你選擇高水平的槍手，他不會在隧道內迷路。如果在A計劃中選擇他，搶劫到的珠寶價值會少40萬。在主線任務“突襲FIB”B計劃中，如果之前沒有選用過他，他會因选择了普通廂型車且受到警方封锁的影響而遲到，導致玩家迅速被警察發現，增大逃跑難度；如果珠宝店抢劫中使用了他则会选用救护车利用伪装逃跑。在主線任務“大干一票”A計劃中，如果他的经验不足，玩家又沒有殺死擋著他的警察和摧毀警車的話，他會在追逐中被警察逮捕，損失25%的黃金，要支付他的報酬和一半報酬(搶劫收入的12%)當作他的保釋金。在主線任務“大干一票”B計劃中，如果他的经验不足，又選擇他作第一车手驾驶直升機，儘管你及時摧毀梅利威瑟的直升機，他的直升機也會失控墜毀，玩家在他失控墜落死亡後要支付他的報酬和一半報酬(搶劫收入的12%)當作他的喪葬費，損失50%的黃金。选择他作为第二车手驾驶火车则不會出現意外。在线上模式名钻赌场豪劫中，他是要价最低的车手，分紅5%，因此备受玩家欢迎。
卡里姆由馬特‧霍普金斯配音。

### 塔麗娜·馬丁內茲 (Taliana Martinez)
車手，分紅5%。在隨機任務“車禍救援”中初次登場(該任務在主線任務進行到“菲利普先生”後才能觸發。玩家在一定時間內將她送到指定地點就能使她加入搶劫團隊，如果故意拖延時間導致失血過多或看著塔麗娜死亡，人物設定會直接列為已死亡。實力僅次於陶艾迪，在任務中不會出現意外。他也是线上名钻赌场豪劫可选車手，分紅7%。
塔麗娜由卡羅麗娜·拉瓦莎配音。

### 佩奇·哈黎思 (Paige Harris)
駭客，分紅15%，作為駭客實力最強者，僅次於萊斯特。在主線任務“珠光寶氣”中初次登場，能為玩家提供90秒搶劫時間。在其他任務中不會出現意外。她亦在Online中登場，作為萊斯特·克瑞斯特的助手幫助玩家進行搶劫任務。2018年，她开发出了移动载具资产恐霸，让玩家单独开展拉货任务和客户差事。2019年，她在名钻赌场豪劫中再次登场，能为玩家争取第二长的搬金库时间，前提是玩家必须购买驚駭位元。2020年，她在佩里科岛抢劫任务中再次为玩家提供协助，但因为功能太鸡肋没什么人用。
佩奇由茱莉·馬庫斯配音。

### 克里斯汀·費爾茲 (Christan Feltz)
駭客，分紅10%。在主線任務“珠光寶氣”中初次登場，能為玩家提供60秒搶劫時間。在任務“突襲FIB”B計劃中，如果之前沒有選用過他，他只能清楚地教玩家如何使用黑客程式，並不能關閉消防噴水；在任務“大干一票”A計劃中，如果之前沒有選用過他，在玩家操控交通信號燈時會出現1-2秒延遲；如果之前選用過他則不會出現上述意外。
克里斯汀由約翰·穆尼配音。

### 瑞奇·魯肯斯 (Rickie Luken/Richard Lukens)
駭客，分紅4%。在任務“交換條件”中初次登場。他是一位在全都露社群工作的程序員，然而卻連殺毒軟件都不會使用，他的電腦桌面佔滿了病毒彈出的垃圾廣告。他在阿傑·諾瑞斯被炸死後聯繫麥可，以知道真相為由要威脅麥可，得以加入搶劫團隊。在主線任務“珠光寶氣”中只能為玩家提供30秒搶劫時間。在任務“突襲FIB”B計劃中，如果之前沒有選用過他，他不能清楚地教玩家如何使用黑客程式，也不能關閉消防噴水，参加过珠宝店抢劫表现则同克里斯汀一样。在任務“大幹一票”A計劃中，如果之前沒有選用過他，在玩家操控交通信號燈時會出現4秒延遲，如果只選用過他一次，只會出現1至2秒延遲；如果之前兩次選用過他則不會出現上述意外。
瑞奇由派瑞·席佛配音。

## 脫衣舞女

### 朱麗葉
脫衣舞早班。單機模式好感度滿了以後可以獲得她的手機號，打電話約炮。 Online模式在她的好感度滿了以後可以獲得手機號，獲得上門脫衣舞服務。

### 妮琪
脫衣舞早班。單機模式好感度滿了以後可以獲得的她的手機號，打電話約炮。 Online模式在她的好感度滿了以後可以獲得手機號，獲得上門脫衣舞服務。她的手機號是346-555-0183。

### 切斯提蒂
脫衣舞早班。 Online模式在她的好感度滿了以後可以獲得手機號，獲得上門脫衣舞服務。她的手機號是611-555-0163。

### 豹豹
脫衣舞早班。 Online模式在她的好感度滿了以後可以獲得手機號，獲得上門脫衣舞服務。她的手機號是328-555-0167。

### 藍寶兒
脫衣舞晚班。單機模式好感度滿了以後可以獲得她的手機號，打電話約炮,獲得上門脫衣舞服務。她的手機號是328-555-0177。

### 魔魔
脫衣舞晚班。單機模式好感度滿了以後可以獲得她的手機號，打電話約炮。 Online模式在她的好感度滿了以後可以獲得手機號，獲得上門脫衣舞服務。她的手機號是611-555-0184。

### 芙芙
脫衣舞晚班。 Online模式在她的好感度滿了以後可以獲得手機號，獲得上門脫衣舞服務。她的手機號是346-555-0186。

### 小蜜桃
脫衣舞晚班。 Online模式在她的好感度滿了以後可以獲得手機號，獲得上門脫衣舞服務。她的手機號是273-555-0189。